# Allen Watts
Allen Watts (* in Groningen als Alle Wagt) ist ein niederländischer Musikproduzent und DJ, der in den Bereichen Trance und Uplifting Trance aktiv ist. Bekannt wurde er durch das Lied Gravity, das auf dem Label A State Of Trance veröffentlicht wurde.

## Karriere
Watts leitet einen Supermarkt und wohnt derzeit in Roden, das zu Groningen gehört. Er war laut eigenen Aussagen jahrelang Zuschauer von Armin van Buurens Radioshow A State Of Trance, bevor er sich dazu entschloss, selbst Musik zu machen. Inzwischen war er schon zwei Mal als Gast mit einem Liveset dort vertreten. Seine erste Veröffentlichung stellte What May Come auf dem Musiklabel Terminal 4T (Blackhole Recordings) dar. Er steht aktuell bei dem Musiklabel Armada Music und den Sublabels A State Of Trance und Who’s Afraid of 138 unter Vertrag. Seinen ersten kommerziellen Auftritt hatte er bei dem Konzert zur Folge 350 der Radioshow Future Sound of Egypt. International bekannt wurde er durch Livesets auf der Nature One und dem A State Of Trance Festival in Utrecht.
Watts ist Eigentümer des Musiklabels High Voltage Recordings. Dieses hat ein Sublabel namens Low Voltage Recordings, dessen Eigentümer er auch ist.

## Diskographie

### Singles
2012
- What May Come
- Out Of Reach
- Split Second
- Forgiven (Allen Watts Remix)

2013
- Lifelines
- Fastlane
- Tomahawk
- Blue Horizon - Cage Of Freedom (Allen Watts Remix)
- Blackout
- Dart Rayne-Lionheart (Allen Watts Remix)

2014
- Johnson - I Found Her (Allen Watts Remix)
- Armin Van Buuren - Save My Night (Allen Watts Remix)
- Chris Metcalfe & Allen Watts - Breakthrough
- Onova - Platitude ( Allen Watts Remix)
- Recharge
- Velvet Blue
- The Heart That Never Sleeps ( Allen Watts Remix)
- Kepler
- Alcatraz

2015
- Identity
- Gravity
- Tomahawk 2015
- Integrity
- Bermuda
- Driftmoon Feat Kim Kiona - Tombs We Build (Allen Watts Remix)
- Andy Tau - Static (Allen Watts Remix)
- Miroslav Vrlik - Lockout (Allen Watts Remix)
- Amir Hussain - Life In Mono (Allen Watts Remix)
- Incanto
- Flashback

2016
- Meteor
- Jak Aggas & Victoria Shersick - Fly Away (Allen Watts Remix)
- Trinity
- Magnus
- Thats What She Said
- Spitfire
- Square One
- Lostly - Heading Back (Allen Watts Remix)
- Parallax

2017
- Break Without The Pain
- Polarize
- Headstrong - Time (Allen Watts & Steve Allen Remix)
- Helix
- Arizona
- Slipstream
- Nitrous Oxide Feat Aneym - Follow You (Allen Watts & Mike Sanders Rework)
- Generator
- Slipstream
- The Hymn
- Midway - Amazon (Allen Watts Remix)
- Santa Monica

2018
- Square One (Steve Allen Remix)
- Typhoon
- Inferno
- Race Against Time
- Algorithm

2019
- Paradox
- Contrast
- My Gravity
- Hologram
- CDMX
- Reboot

2020
- GDL
- The Phuture
- Skyline
- Another You
- High Voltage

2021
- Cabrones
- Twister
- Cyclone
- Vertigo
- Visions

2022
- Echoes
- Bohemia
- Shadows
- Granada
- Black Sun
- Impulse
- Dynamo
- Intuition
- Avalon